# Ci troviamo in galleria
Ci troviamo in galleria è un film del 1953, diretto da Mauro Bolognini.

## Trama

Sophia Loren in una scena del film

Ignazio Panizza, in arte "Gardenio", è un capocomico di avanspettacolo che passa da un insuccesso all'altro finché non incontra in un recondito paesino di montagna, una cantante, Caterina, fornita di una voce eccezionale. La scrittura e poi la sposa, ma il successo arride solo a lei, mentre per lui c'è sempre la solita desolazione.
Una sera un noto impresario assiste allo spettacolo e propone a Caterina un notevole contratto che prevede anche la presenza sulla scena di Gardenio. La giovane cantante passa di successo in successo, finché si afferma anche alla radio.
Gardenio invece lavora alla nascente televisione sperimentale, ma un giorno, stanco di delusioni e di incarichi di nessun conto lascia la televisione e torna al suo varietà, abbandonando anche la moglie. Per l'affettuosa e segreta solerzia della moglie, riesce a mettere su, a Roma, uno spettacolo nel quale raggiunge finalmente l'agognato successo e quando viene a scoprire che Caterina aveva organizzato e sovvenzionato il tutto, la ringrazia pubblicamente e torna a dividere la vita con lei.

## Critica
Per Maurizio Porro, Ci troviamo in galleria, primo film di Mauro Bolognini, «non ha meriti d’arte ma memoria storica in un ramo dello spettacolo in cui il cinema ha curiosato alla grande (Fellini in testa), da Luci del varietà a Vita da cani, Polvere di stelle, Basta guardarla, Roma».